# Lista de eventos e datas festivas de Fortaleza
Fortaleza tem uma agenda cultural diversificada e movimentada o ano inteiro. Desde evento bienais, anuais, semestrais, messais e semanais, todo tipo de manifestação cultural de caráter popular ao erudito.

## Bienais
- Bienal do Livro do Ceará - última edição em 2019 no mês de agosto.
- Bienal Internacional de Dança do Ceará - última edição em 2007 no mês de outubro

## Anuais
- TAC - Cultura Oriental - desde 2004
- Beleza Ceará - desde 2002
- Carnaval de Fortaleza
- Casa Cor - de setembro a outubro
- Ceará Music - mês de outubro
- Cine Ceará - mês de junho
- Dragão Fashion Brasil - primeira edição em 2000
- Exposição Agropecuária do Ceará (EXPOECE) - final de setembro, primeira edição em 1954
- Festa junina de Fortaleza
- Festival da Moda em Fortaleza
- Festival de Teatro de Fortaleza - Final de Julho a começo de agosto
- Festival Eleazar de Carvalho - durante a primeira quinzena de julho
- Festival Nacional de Dança de Fortaleza - final de julho
- ForCaos - final das férias de Julho
- Fortal - final das férias de Julho
- Fortaleza Motorcycle - mês de outubro
- Halleluya - final de julho
- Miss Ceará Mundo
- Miss Ceará - desde 1955
- Mister Ceará Mundo
- Miss Fortaleza
- Mostra de Teatro Transcendental - terceira semana de agosto
- PONTO.CE - final de Julho começo de agosto
- Salão de Abril - mês de abril
- SANA - Janeiro e Julho
- Concurso Sinditêxtil de Costura Modelagem e Design - primeira edição em 2009

## Semanais
- Quintas-feiras - Caranguejadas nas barracas da Praia do Futuro.
- Festival Eleazar de Carvalho - Festival de Música - Durante as Férias de Julho

## Datas comemorativas
- 13 de abril - Aniversário de Fortaleza
- 13 de maio - Festa de Nossa Senhora de Fátima
- 15 de agosto - Festa de Nossa Senhora da Assunção, padroeira da cidade.

### Datas criadas por leis municipais
- 7 de fevereiro - Dia municipal do trabalhador gráfico
- 25 de julho - Dia municipal da cultura e da paz
- 27 de setembro - Dia municipal dos aposentados e pensionistas
- 20 de novembro - Dia municipal da consciência negra
- 29 de novembro - Dia municipal de solidariedade ao povo palestino
- 22 de dezembro - Dia municipal das Artes Plásticas